# Richard Dell
Richard Kenneth Dell (11. července 1920 Auckland – 6. března 2002 Wellington) byl novozélandský zoolog-malakolog.

## Život
Narodil se v Aucklandu. Už jako malý kluk, měl zájem o mušle, sbíral je na březích Severního ostrova v zálivu Waitemata Harbour. Dokonce se mu podařilo vybudovat své první domácí "muzeum" doma na dvoře.
Po válce mu bylo nabídnuto pracovní místo v muzeu Dominion, kde postupně vybudoval sbírku s více než 30000 exempláři.
Velký osobní úspěch, který se dostavil po expedici na Chathamské ostrovy v roce 1954, jejíž výsledky byly zveřejněny v roce 1956. Díky této publikaci získal v roce 1956 doktorát zoologie.

## Práce
Zveřejnil více než 150 odborných prací o měkkýších (mořští, suchozemští a sladkovodní), krabech a ptácích.